# Флороносні пісковики
Флороно́сні пісковики́ — геологічна пам'ятка природи місцевого значення в Україні. Об'єкт природно-заповідного фонду Житомирської області. 
Розташована в межах Хорошівського району Житомирської області, між селами Волянщина і Невирівка (на правому березі річки Ірша). 
Площа 0,2 га. Статус отриманий у 1967 році. Перебуває у віданні Рижанської сільської ради. 
Статус надано для збереження виходу на денну поверхню пісковиків з чіткими відбитками рослин третинного періоду. Мають науково-історичне значення.